# Magadanska oblast
Magadanska oblast (rusko Магада́нская о́бласть, latinizirano: Magadanskaja oblast') je oblast v Rusiji v Daljnovzhodnem federalnem okrožju. Na severu meji na Čukotsko avtonomno okrožje, na severovzhodu na Kamčatski okraj, na jugozahodu na Habarovski okraj, na zahodu pa na republiko Jakutijo. Na vzhodu jo obdajata Ohotsko morje in Tihi ocean. Ustanovljena je bila 3. decembra 1953.